# Mohammed Yaseen Mohammed
Mohammed Yaseen Mohammed (arab. محمد ياسين•محمد, ur. 7 stycznia 1963 w Irbilu, zm. 24 czerwca 2020 w Örebro) – iracki sztangista, olimpijczyk.
Dwukrotnie reprezentował Irak na igrzyskach olimpijskich. W 1980 w Moskwie zajął 17. miejsce w wadze lekkiej. W 1984 w Los Angeles startując w wadze średniej zajął 6. miejsce.
Zmarł w Szwecji na skutek COVID-19.